# Lou Heim
Louis „Lou“ Heim (* 30. August 1874 in St. Louis; † 21. April 1954 ebenda) war ein US-amerikanischer Ruderer.

## Karriere
Heim begann seine sportliche Laufbahn bei den nationalen Meisterschaften 1902. Hier konnte er im Vierer ohne Steuermann den Titel gewinnen. 1904 nahm er an den Olympischen Spielen teil. In St. Louis erreichte er mit seiner Mannschaft vom Western Rowing Club im Vierer ohne Steuermann den dritten Rang und sicherte sich somit Bronze.